# Cubiculosporum
Cubiculosporum, monotipski rod crvenih algi smješten u vlastitu porodicu Cubiculosporaceae, dio reda Gigartinales
Jedina vrsta morska alga C. koronicarpis uz obale Filipina u provinciji Sorsogon.